# Iglesia de San Antonio (Warwick)
La Iglesia de San Antonio (en inglés: Church of St. Anthony) es el nombre que recibe un edificio religioso que pertenece a la Iglesia católica y se encuentra ubicado en 26 Middle Road de la localidad de Warwick en el sur de la isla Principal del Territorio Británico de Ultramar de Bermudas en el Norte del Océano Atlántico.
Se trata de un templo que sigue el rito romano o latino y es dependiente de la diócesis de Hamilton en las Bermudas (Dioecesis Hamiltonensis in Bermuda). Fue bendecida e inaugurada entre 1957 y 1958.
Su nombre de deriva de la devoción de la comunidad portuguesa de las Islas Bermudas a San Antonio de Lisboa (Santo António de Lisboa), más conocido como San Antonio de Padua,  un sacerdote de la Orden Franciscana, predicador y teólogo portugués, venerado como santo de la Iglesia en el cristianismo católico.